# Princess Connect! Re:Dive
Princess Connect! Re:Dive (japonsky プリンセスコネクト！Re:Dive, Purinsesu konekuto! Ridaibu) je japonská akční hra na hrdiny vyvinutá společností Cygames. Byla vydána 15. února 2018 v Japonsku na mobilních zařízeních s operačními systémy Android a iOS. Hra byla oznámena v srpnu 2016 a je pokračováním mobilní hry Princess Connect!, která byla vydána 18. února 2015 a ukončila službu v červnu 2016. Studio CygamesPictures produkovalo animovanou seriálovou adaptaci, která byla vysílána od 6. dubna do 29. června 2020. V srpnu 2020 byla objednána druhá řada seriálu.

## Hratelnost
Princess Connect! Re:Dive je realtimová akční hra na hrdiny. Hráči mohou zakládat skupiny o pěti hráčích a účastnit se různých módů, jakou jsou hlavní úkoly a PvP arény. Nové postavy mohou být získány prostřednictvím gača mechanik nebo výměnou za specifické předměty zvané Memory Pieces. Ty však nelze použít pro odemčení exkluzivních postav při událostech. Hráči také mohou zakládat klany a účastnit se klanových bitev, které fungují podobně jako raidy v MMORPG, nebo společně chatovat prostřednictvím textového pole zabudovaném ve hře.
Každá hratelná postava má ve hře k dispozici jeden Union Burst (silnou schopnost, kterou může hráč po nabití Union Burst Meter, ve hře známém též jako TP, použít), dvě schopnosti (které se aktivují v předem určený čas, a to na základě dané postavy), ex-schopnost (což jsou schopnosti, které doplňují staty a aktivují se na začátku každé bitvy) a automatické základní útoky. Hráči tak ve hře nemají, kromě schopnosti Union Burst, kontrolu nad aktivací schopností a útoků svých postav. Nicméně všechny módy PvP arén se automaticky přehrávají (autoplay) a Union Burst postavy je aktivován, jakmile je jejich TP plně nabitý.

## Postavy

### Gourmet Food Palace
- Pecorine (japonsky ペコリーヌ, Pekorínu) / Eustiana von Astraea (japonsky ユースティアナ・フォン・アストライア, Júsutiana fon Asutoraia)

Dabing: Mao Ičimiči
- Kokkoro (japonsky コッコロ) / Kokoro Nacume (japonsky 棗 こころ, Nacume Kokoro)

Dabing: Miku Itó
- Kjaru (japonsky キャル) / Kiruja Momoči (japonsky 百地 希留耶, Momoči Kiruja)

Dabing: Rika Tačibana
- Júki (japonsky ユウキ)

Dabing: Acuši Abe
- Amess (japonsky アメス, Amesu)

Dabing: Rie Takahaši

### Twinkle Wish
- Mahiru Jui (japonsky ユイ) / Jui Kusano (japonsky 草野 優衣, Kusano Jui)

Dabing: Risa Taneda
- Mahiru Rei (japonsky レイ) / Rei Šidžó (japonsky 士条 怜, Šidžó Rei)

Dabing: Saori Hajami
- Mahiru Hijori (japonsky ヒヨリ) / Hijori Harusaki (japonsky 春咲 ひより, Harusaki Hijori)

Dabing: Nao Tójama

### Elizabeth Park
- Mahiru (japonsky マヒル) / Mahiru Noto (japonsky 野戸 まひる, Noto Mahiru)

Dabing: Emi Nitta
- Šiori (japonsky シオリ) / Šiori Kašiwazaki (japonsky 柏崎 栞, Kašiwazaki Šiori)

Dabing: Ami Košimizu
- Rin (japonsky リン) / Rin Moričika (japonsky 森近 鈴, Moričika Rin)

Dabing: Kotori Koiwai
- Rima (japonsky リマ)

Dabing: Sora Tokui

### Labyrinth
- Labyrista (japonsky ラビリスタ, Rabirisuta) / Akira Mosakudži (japonsky 模索 路晶, Mosakudži Akira)

Dabing: Mijuki Sawashiro
- Šizuru (japonsky シズル) / Šizuru Hošino (japonsky 星野 静流, Hošino Šizuru)

Dabing: Hitomi Nabatame
- Rino (japonsky リノ) / Rino Inosaki (japonsky 衣之咲 璃乃, Inosaki Rino)

Dabing: Kana Asumi

### Twilight Caravan
- Ruka (japonsky ルカ) / Ruka Tačiarai (japonsky 太刀洗 流夏, Tačiarai Ruka)

Dabing: Rina Sató
- Eriko (japonsky エリコ) / Eriko Kuraiši (japonsky 倉石 恵理子, Kuraiši Eriko)

Dabing: Činami Hašimoto
- Micuki (japonsky ミツキ) / Micuki Joigahama (japonsky 宵ヶ浜 深月, Joigahama Micuki)

Dabing: Kotono Micuiši
- Nanaka (japonsky ナナカ) / Nanaka Tanno (japonsky 丹野 七々香, Tanno Nanaka)

Dabing: Haruka Jošimura
- Anna (japonsky アンナ) / Anna Hiiragi (japonsky 柊杏 奈, Hiiragi Anna)

Dabing: Asami Takano

### Forestier
- Misato (japonsky ミサト) / Misato Aikawa (japonsky 愛川 美里, Aikawa Misato)

Dabing: Mariko Kouda
- Aoi (japonsky アオイ) / Aoi Futaba (japonsky 双葉 碧, Futaba Aoi)

Dabing: Kana Hanazawa
- Hacune (japonsky ハツネ) / Hacune Kašiwazaki (japonsky 柏崎 初音, Kašiwazaki Hacune)

Dabing: Ajaka Óhaši

### Sarendia
- Saren (japonsky サレン) / Saren Sasaki (japonsky 佐々木 咲恋, Sasaki Saren)

Dabing: Jui Horie
- Suzume (japonsky スズメ) / Suzume Amano (japonsky 天野 すずめ, Amano Suzume)

Dabing: Aoi Júki
- Ajane (japonsky アヤネ) / Ajane Hódžó (japonsky 北条 綾音, Hódžó Ajane)

Dabing: Jú Serizawa
- Kurumi (japonsky クルミ) / Kurumi Kuribajaši (japonsky 栗林 くるみ, Kuribajaši Kurumi)

Dabing: Kana Ueda

## Média

### Manga
Autorem manga adaptace, kterou kreslí wEšica/Šógo, je Asahiro Kakaši. Je serializována v aplikaci Cycomics společnosti Cygames. Nakladatelství Kódanša vydalo k únoru 2019 dva svazky mangy.

### Anime
Anime seriál, produkovaný animačním studiem CygamesPictures, byl premiérově vysílán od 6. dubna do 29. června 2020. Třináct dílů seriálu bylo přednostně vysíláno na televizních stanicích Tokyo MX, BS11, Sun TV, KBS. Režie se ujal Takaomi Kanasaki a asistovala mu Kana Harufudži. Satomi Kurita, Lie Ťün Jang a Jasujuki Noda pracovali na designu postav. V Severní Americe byl seriál licencován a souběžně vysílán společností Crunchyroll.
Dne 13. srpna 2020 byla objednána druhá řada seriálu. K její produkci se navrátí studio CygamesPictures.

#### Seznam dílů

##### První řada (2020)
| Č. v seriálu | Č. v řadě | Původní název | Režie           | Scénář           | Premiéra v Japonsku |
| ------------ | --------- | --- | --------------- | ---------------- | ------------------- |
| 1            | 1         | Bóken no hadžimari 〜Jújake sora ni kinoko no soté〜 冒険の始まり 〜夕焼け空にきのこのソテー〜                              | Kana Harufudži  | Takaomi Kanasaki | 6. dubna 2020       |
| 2            | 2         | Kimagure neko no akugi 〜Koganeiro no pokapoka onigiri〜 きまぐれ猫の悪戯 〜黄金色のポカポカおにぎり〜                      | Šunsuke Išikawa | Takaomi Kanasaki | 13. dubna 2020      |
| 3            | 3         | Bišoku no furontia 〜Kakušiadži ni tendžó no kadžicu o soete〜 美食のフロンティア 〜隠し味に天上の果実を添えて〜            | Housei Suzuki   | Takaomi Kanasaki | 20. dubna 2020      |
| 4            | 4         | Jókoso bišoku-dono 〜Joi no tobari ni bífu šičú〜 ようこそ美食殿 〜宵のとばりにビーフシチュー〜                             | Tecuaki Macuda  | Takaomi Kanasaki | 27. dubna 2020      |
| 5            | 5         | Aidžó tappuri poridži 〜Towairaito na unmei o nosete〜 愛情たっぷりポリッジ 〜トワイライトな運命をのせて〜                  | Jošimiči Hirai  | Takaomi Kanasaki | 4. května 2020      |
| 6            | 6         | Tabidači no širabe 〜Hošizora wa supaisu no kaori〜 旅立ちの調べ 〜星空はスパイスの香り〜                                   | Taró Kubo       | Takaomi Kanasaki | 11. května 2020     |
| 7            | 7         | Jami ugacu hikari 〜Nakajoši šimai no mariádžu〜 闇穿つ光 〜仲良し姉妹のマリアージュ〜                                      | Jasuo Iwamoto   | Takaomi Kanasaki | 18. května 2020     |
| 8            | 8         | Ritoru de ririkaru na oko-sama ranči 〜Den'en-fú tamagojaki setto〜 リトルでリリカルなお子様ランチ 〜田園風玉子焼きセット〜 | Šigehisa Iida   | Hirojuki Kamei   | 25. května 2020     |
| 9            | 9         | Bišoku no bakansu 〜Iso no kaori wa tentakuru〜 美食のバカンス 〜磯の香りはテンタクル〜                                     | Kjóhei Jamamoto | Takaomi Kanasaki | 1. června 2020      |
| 10           | 10        | Tokojami ni cudoiši hana 〜Noroi no pudingu na no〜 常闇に集いし華 〜呪いのプディングなの〜                                 | —               | Takaomi Kanasaki | 8. června 2020      |
| 11           | 11        | Júgure maihómu 〜Sakusaku tansaku hottodoggu〜 夕暮れマイホーム 〜サクサク探索ホットドッグ〜                                | Housei Suzuki   | Takaomi Kanasaki | 15. června 2020     |
| 12           | 12        | Kimagure patišie džiman no ippin 〜Meikjú to kurépu no memorí〜 きまぐれパティシエ自慢の一品 〜迷宮とクレープのメモリー〜   | Šundži Jošida   | Takaomi Kanasaki | 22. června 2020     |
| 13           | 13        | Rosuto purinsesu 〜Mina no egao o soete〜 ロストプリンセス 〜皆の笑顔を添えて〜                                             | Jasuo Iwamoto   | Takaomi Kanasaki | 29. června 2020     |

### Videohry
Několik postav z videohry Princess Connect! Re:Dive se objevilo mezi 9. a 21. prosincem 2018 ve speciální události ve hře na hrdiny Granblue Fantasy. Pecorine a Kokkoro byly hratelnými postavami a Kjaru a další herní postavy se objevily v příběhu.